# From Nashville to You
From Nashville to You es el noveno álbum de la cantante LaToya Jackson. El álbum se editó también como My Country Collection y Little MisUnderstood. Es un álbum completamente de Versiones, con covers como Boots de Nancy Sinatra, Elvis Presley, etc.
La licencia de From Nashville to you fue vendida a Sherman Records.

## Canciones
1. "Fanfare - Intro" – 0:45
2. "Burnin' Love" – 3:15
3. "So In Love with You" – 4:18
4. "Georgia Dreamin'" – 3:48
5. "I've Got to Be Bad" – 3:32
6. "Crazy" – 2:54
7. "Trash Like You" – 3:03
8. "Another Heart" – 2:59
9. "Dance Away These Blues Tonight" – 3:10
10. "Boots" – 3:37
11. "What You Don't Say" (Duet with Lee Greenwood) – 3:20
12. "Little Misunderstood" – 2:49
13. "One Strike You're Out" – 3:04
14. "Break a Leg" – 3:49

- Datos: Q5505466